# 卡尔顿·麦金尼
卡尔顿·B·麦金尼（英語：Carlton B. McKinney，1964年10月21日—），美国NBA联盟前职业篮球运动员。